# Arenao
Arenao es una localidad española del municipio de Sopuerta, perteneciente a la provincia de Vizcaya, en la comunidad autónoma del País Vasco.

## Demografía
En 2023, la entidad singular de población de Arenao tenía empadronados 9 habitantes, todos ellos en el núcleo de población de ese nombre.